# Ranburne, Alabama
Ranburne là một thị trấn thuộc quận Cleburne, tiểu bang Alabama, Hoa Kỳ. Dân số năm 2009 là 482 người, mật độ đạt 117 người/km².